# 岳阳楼区

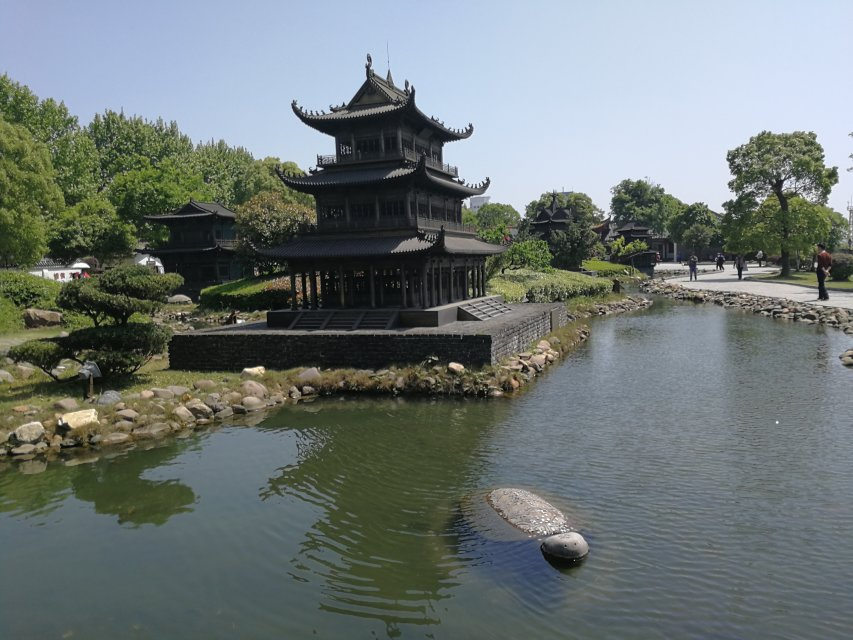

岳阳楼区是中国湖南省岳阳市下辖的一个市辖区，也是岳阳市的主城区和经济商业中心，常住总人口约98万，区人民政府驻地位于五里牌街道巴陵中路15号。区域总面积为407.61平方公里。

## 概况
岳阳楼区西濒洞庭湖，北临长江，为市人民政府驻地。面积304平方千米。人口55.1万。辖8街道办事处、5乡。以境内岳阳楼命名。1983年分别置南区、郊区。1996年3月16日撤销，设岳阳楼区。区境西南部为历代县、州、郡、府城池所在，城建历史悠久。1949年以后不断扩建，街区面积达45平方千米，为岳阳城市主体。有洞庭路、巴陵路、南湖大道、岳州大道、洞庭大道等大街，商业繁荣。工业有化工、电力、造纸、纺织、机械等。东部冷水铺有中国铁路广州局集团岳阳机务段，岳阳北站，为湘北铁路货运枢纽和新兴工业基地。东北部城陵矶，当洞庭湖与长江交汇处，为湘北水运门户、有城陵矶港。107国道经此。有城陵矶港。名胜古迹有岳阳楼、慈氏塔、鲁肃墓、岳州文庙等。

## 人口
根据湖南省岳阳市第七次全国人口普查公报显示：岳阳楼区常住人口为980401人，男性人口占比50.33%，女性人口占比49.67%，年龄结构中0-14岁占比17.7%，15-59岁占比67.36%，60岁以上占比14.93%，65岁以上占比10.67%。

## 政治
- 现任区领导
  - 区长：秧励
  - 区书记：江巨涛

## 行政区划
岳阳楼区下辖17个街道办事处、1个镇、2个乡：
岳阳楼街道、三眼桥街道、吕仙亭街道、金鹗山街道、东茅岭街道、五里牌街道、望岳路街道、城陵矶街道、枫桥湖街道、奇家岭街道、洞庭街道、洛王街道、南湖街道、站前路街道、王家河街道、求索街道、湖滨街道、西塘镇、郭镇乡、康王乡、通海路管理处和金凤桥管理处。

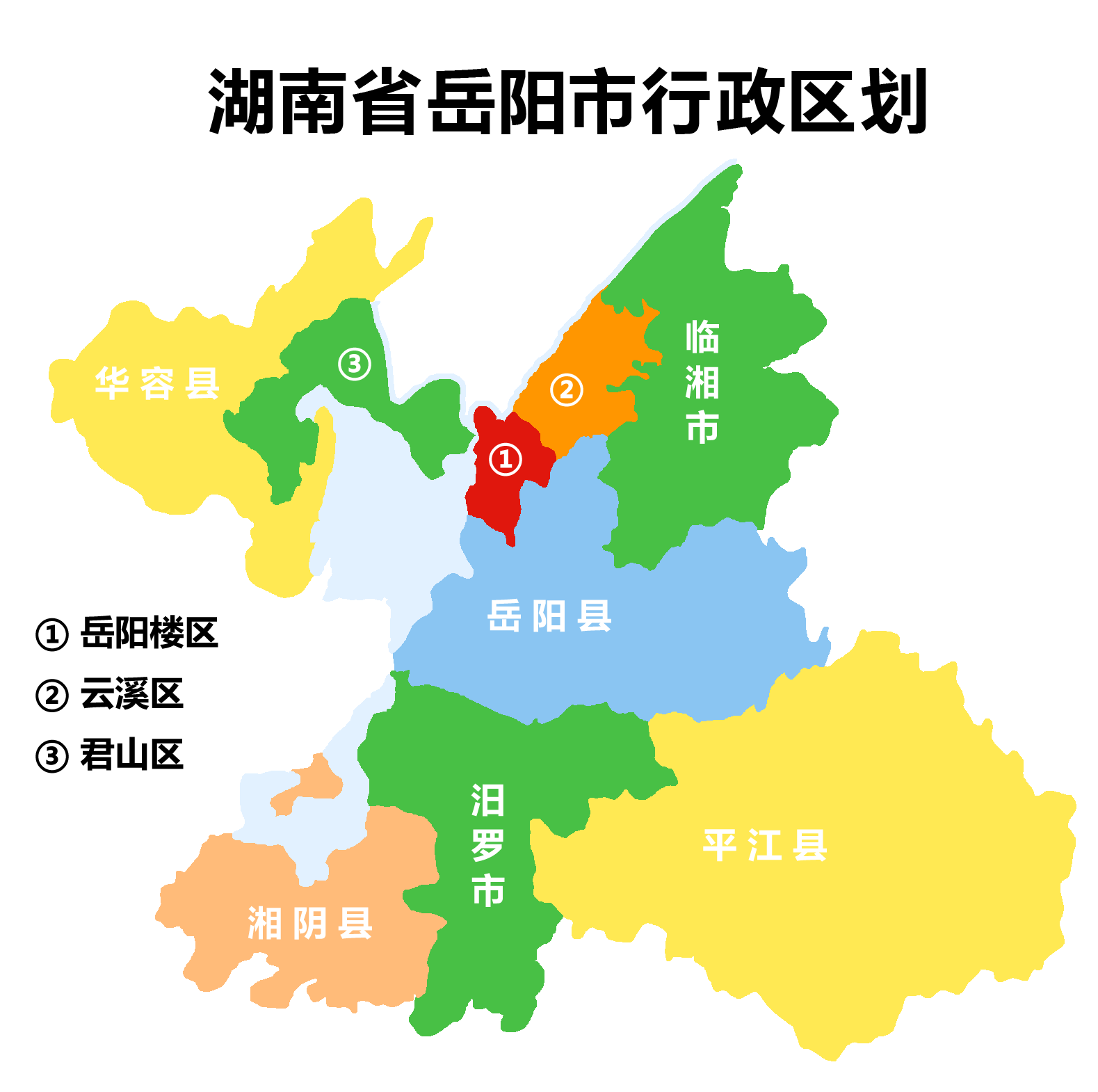
岳阳市行政区划

岳阳楼区地处岳阳市中心城区，是岳阳的政治、经济、文化中心。

## 经济状况
2009年全年完成地区生产总值96.8 亿元，增长14.5%；财政总收入62859万元，增长15%；全社会固定资产投资38亿元，增长73.5%；社会消费品零售总额35亿元，增长38%。城镇居民人均可支配收入增长6.3%，农民人均纯收入增长7.7%。三次产业结构比例调整为3.6：35.7：60.7。
农业生产平稳发展。2009年全区农业总产值 50100 万元，同比增长2.2％。其中：农业产值 9074.92 万元，同比增长 1.6 %，林业产值 2000万元，同比增长2.1 %，牧业产值33000万元，同比增长2.4 %，渔业产值6025.08万元，同比增长2.1%，服务业产值1420万元，同比增长11.3%。
新型工业化稳步推进。规模工业总产值110亿元，增长41%。新增规模工业企业7家，总数达到46家。岳泰科技、鲁良新元、凯美特等3家企业产值均超过10亿元，产值过亿元的企业达到23家。完成规模工业增加值32亿元，同比增长40%。

## 交通
- 京广铁路：岳阳北站

## 旅游景点
- 岳阳楼
- 慈氏塔
- 南湖公园
- 金鹗山公园